# Pär Rådström
Pär Kristian Rådström, född 29 augusti 1925 i Stockholm, död 29 augusti 1963 i Högalid, Stockholm, var en svensk författare, journalist och radioman.

## Biografi
Pär Rådström var son till författaren och redaktören Karl Johan Rådström. Han blev journalist när han var 17 år och var med när Expressen startade 1944, där han skrev om jazz. Han blev som 19-åring manager[källa behövs] för Estrads Sveriges Elitorkester med bland andra Charlie Norman, Simon Brehm, Alice Babs. Han skrev kåserier i kvällspress och radio och  producerade underhållningsprogram i radio och TV. Han skrev även politisk teater med Lars Forssell, till exempel kabarén Två åsnor. Rådström gjorde många resor, ofta tillsammans med författarvännen Stig Claesson. Han avled på sin födelsedag, 38 år gammal, och är begravd på Danderyds kyrkogård.

### Familj
Pär Rådström, som var bror till matematikern Hans Rådström, var gift första gången 1948–1951 med banktjänstemannen Brita Ljudmila Nilse, andra gången 1951–1960 med Anne Marie Rådström och tredje gången från 1960 och fram till sin död med socionomen Gunnel Kårsell (1931–2020). I andra äktenskapet föddes författaren Niklas Rådström.

## Bibliografi

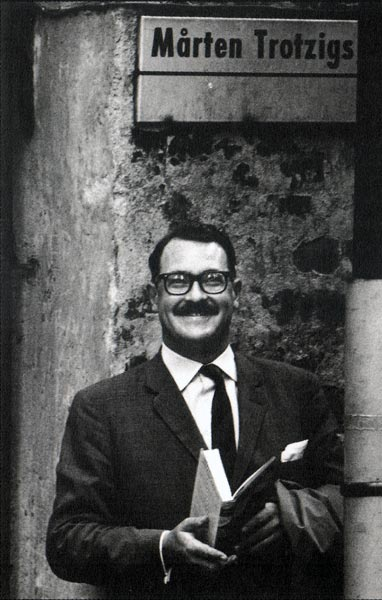
Pär Rådström, cirka 1955.

### Samlade upplagor och urval
- Sommargästerna : provisoriska memoarer ; Ro utan åror : noveller. Bokklubben Vår bok. Stockholm. 1962. Libris 1539281
- Att komma hem / [urval & red.: Eric Fylkeson & Magnus Rising]. Janus, 0349-6449 ; 22. Hargshamn: Janus. 1982. Libris 7753881. ISBN 9185986062
  -  (på turkiska) Dönüş. Izmir: Kalem. 1988. Libris 745490
- Pär Rådström : texter / i urval av Niklas Rådström och med ett förord av Klas Östergren. Stockholm: Norstedt. 1983. Libris 7153750. ISBN 9118313523
- Låt leva sommarens svala : noveller, artiklar och kåserier / i urval av Johan Werkmäster. Stockholm: Norstedt. 1990. Libris 7155668. ISBN 911911222X
- Fångat i flykten : artiklar, noveller och radioprogram / i urval av Johan Werkmäster. Stockholm: Atlantis. 2004. Libris 9607045. ISBN 91-7486-819-5

## Filmmanus
- 1949 – Kvinnan som försvann [9]